# Watt (álbum)
Watt sexto álbum de la banda de blues rock británica Ten Years After grabado y lanzado el año 1970

## Listado de canciones
Todas las canciones escritas por Alvin Lee, menos la octava
1. I'm Coming On - 3:48
2. My Baby Left Me - 5:23
3. Think About the Times - 4:43
4. I Say Yeah - 5:17
5. The Band With No Name - 1:37
6. Gonna Run - 6:02
7. She Lies in the Morning - 7:24
8. Sweet Little Sixteen (live) (Chuck Berry) - 4:09

## Créditos
- Alvin Lee - Guitarra , voz
- Leo Lyons - Bajo
- Ric Lee - batería
- Chick Churchill - órgano Hammond